# Wadym Rybalczenko
Wadym Wałerijowycz Rybalczenko, ukr. Вадим Валерійович Рибальченко (ur. 24 listopada 1988 w Kijowie) – ukraiński piłkarz, grający na pozycji napastnika.

## Kariera piłkarska

### Kariera klubowa
Wychowanek Arsenału Kijów, barwy którego bronił w juniorskich mistrzostwach Ukrainy (DJuFL). Karierę piłkarską rozpoczął w 2005 roku w drużynie rezerwowej Arsenału Kijów, a 15 października 2006 debiutował w Wyższej lidze. W rundzie wiosennej sezonu 2006/2007 próbował swoich sił w Dynamie Kijów, ale latem 2007 powrócił do Arsenału Kijów. W lipcu 2009 został wypożyczony do Wołyni Łuck, z którym zdobył awans do Premier-lihi. Latem 2010 po zakończeniu wypożyczenia powrócił do Arsenału Kijów. W sierpniu 2011 podpisał kontrakt z Bukowyną Czerniowce, ale nie zagrał żadnego meczu i 2 kwietnia 2012 za obopólną zgodą kontrakt został anulowany.

## Sukcesy i odznaczenia

### Sukcesy klubowe
- wicemistrz Ukraińskiej Pierwszej Lihi: 2010